# Fiódor Yemeliánenko
Fiódor Vladímirovich Yemeliánenko (en ruso: Фёдор Владимирович Емельяненко; conocido también como Fedor Emelyanenko de acuerdo a la transliteración inglesa; Rubezhnoe, Lugansk, RSS de Ucrania, URSS; 28 de septiembre de 1976) es un artista marcial mixto retirado y político ruso. Es mundialmente famoso por sus logros en los deportes de combate, entre los que se encuentran el campeonato mundial de sambo en cuatro ocasiones y varias medallas de bronce en los campeonatos nacionales de judo.
Ostenta el logro de haber sido ganador de 5 grandes campeonatos mundiales de MMA simultáneamente: el de peso abierto y el de peso pesado de Fighting Network RINGS; el mundial de peso pesado y el 2004 Grand Prix de peso completo de PRIDE Fighting Championships; y el de peso pesado de la World Alliance of Mixed Martial Arts. 
Emelianenko es considerado por muchos como el mejor peleador peso pesado en la historia de las artes marciales mixtas, así como uno de los mejores peleadores de la historia.

## Primeros años
Fiódor nació en 1976 en la ciudad de Rubezhnoye, en la región de Lugansk. Su padre, Vladímir Aleksándrovich, era soldador y su madre, Olga Fiódorovna, maestra de una escuela vocacional. Cuando contaba con dos años de edad, en 1978, su familia se mudó a Stary Oskol, en la región rusa de Belgorod, donde Fiódor permanecería viviendo y entrenando incluso cuando ya era un famoso atleta. Fiódor Yemeliánenko tiene una hermana mayor, Marina (nacida en 1974) y dos hermanos menores Alexander (nacido en 1981) e Iván (nacido en 1988). Toda la familia vivía en un apartamento comunal, ocupando una habitación originalmente destinada a secar la ropa y compartiendo la cocina y el baño con los vecinos.
A la edad de 10 años, Fiódor empezó a practicar sambo y judo. Por la noche se alojaba en el propio gimnasio. Al poco tiempo comenzó a llevar a su hermano menor, Aleksandr, porque no tenía a nadie en casa con quien entrenar. A raíz de eso, el mismo Alexander se convirtió en un atleta profesional llegando a estar entre los diez mejores pesos pesados del mundo. Fiódor entrenaba cuando salía de estudiar en la escuela vocacional N.º 22 de la ciudad, en la que se graduó con honores en 1994 con un título de electricista. Posteriormente completó su educación y en 2003 ingresó en la Universidad Estatal de Belgorod en la facultad de cultura física y deportes, graduándose en 2009 y comenzando sus estudios de posgrado de enero de 2011 en esa misma universidad.
Entre 1995 a 1997 sirvió en el ejército ruso, primero en la brigada contra incendios y luego en una división de tanques cerca de Nizni Nóvgorod. En el ejército, Fiódor continuó entrenando, pero debido a las limitaciones asociadas con el servicio, trabajó más con la barra, las pesas y también hizo carreras de campo a través. Durante ese tiempo, los padres de Fiódor se divorciaron, pero a diferencia de su hermano Aleksandr, mantuvo una cercanía con su padre hasta la muerte de este en agosto de 2012.

## Carrera en artes marciales mixtas

### Fighting Network RINGS
Yemeliánenko comenzó como profesional en la MMA hacia el año 2000 peleando en la compañía Fighting Network RINGS en donde sufriría su primera derrota el 22 de diciembre de dicho año, tras cuatro victorias al hilo. Yemeliánenko recibiría un codazo ilegal en los primeros segundos de su combate contra el peleador japonés Tsuyoshi Kohsaka, ocasionándole un corte en el ojo que le impedía continuar. Los jueces, quienes no podían dejar el combate sin resultado ya que se encontraban en el torneo eliminatorio King of the Ring 2000, le otorgaron la victoria a Kohsaka, con la subsiguiente polémica al haber voces que pedían declarar nulo el combate. Un año más tarde, Yemeliánenko deja "Rings" como campeón de peso pesado y del torneo de peso abierto, con un récord de 10 victorias y 1 derrota, y venciendo a luchadores de nivel contrastado como Yanagisawa, Kerry Schall o el australiano Chris Haseman.

### Pride FC
El 23 de junio de 2002, Yemeliánenko debutó en la promoción japonesa Pride FC luchando contra Semmy Schilt, 4 veces campeón de K-1, al que derrotó por decisión unánime tras dominar los 3 asaltos. Cinco meses más tarde peleó contra Heath Herring, al que el ruso venció con contundencia en el primer asalto con varios derribos y un espectacular ground and pound que destrozó el rostro del estadounidense, lo que llevó a que el árbitro parará el combate.
El 16 de marzo de 2003, Yemeliánenko consigue despojar del cinturón de campeón al luchador brasileño Antonio Rodrigo "Minotauro" Nogueira, al que dominó durante toda la pelea, venciéndolo por decisión unánime. De esta forma, el ruso logró unir el campeonato de peso pesado de Pride FC con los cinturones obtenidos en el Fighting Network RINGS y se destacó como el peso pesado número 1 del mundo. Una vez obtenido el título, Yemeliánenko hizo otras cuatro defensas exitosas durante dicho año contra el lituano Valavicius (al que vence por sumisión con un kimura); los japoneses Kazuyuki Fujita (victoria por sumisión) y Yuji Nagata (nocaut); y el trinitario Gary Goodridge.
En el 2004, Yemeliánenko participó en el Pride FC Grand Prix Tournament en donde, tras vencer a luchadores de la talla de Mark Coleman (vencedor del torneo en el 2000), Kevin Randleman y Naoya Ogawa, se enfrentó en la gran final al excampeón Nogueira. Tras un primer combate que se declaró nulo por un corte accidental debido a un cabezazo y el respectivo aplazamiento de la pelea por algunos meses, el púgil ruso ganó el combate por decisión unánime en la víspera del año nuevo 2005, unificando el cinturón de vencedor del Grand Prix 2004 con el de campeón de peso pesado de Pride FC.
Hacía el 2005, y tras vencer cuatro meses antes a Tsuyoshi Kohsaka en la revancha por la derrota sufrida cinco años atrás, el 28 de agosto se dio uno de los mejores combates de la historia.: Yemeliánenko puso en juego el cinturón de campeón de "Pride FC" contra el luchador croata Mirko "Crocop" Filipović , que estaba en su mejor momento. El combate resultante se fue a los 3 asaltos con un gran intercambio de golpes entre ambos y el ruso solo ganaría por decisión unánime. Este encuentro sería considerado por Sports illustrated como el mejor combate de la década 2000-2010. Después de esta lucha, cerraría el año con una victoria por nocaut frente al brasileño Zuluzinho.

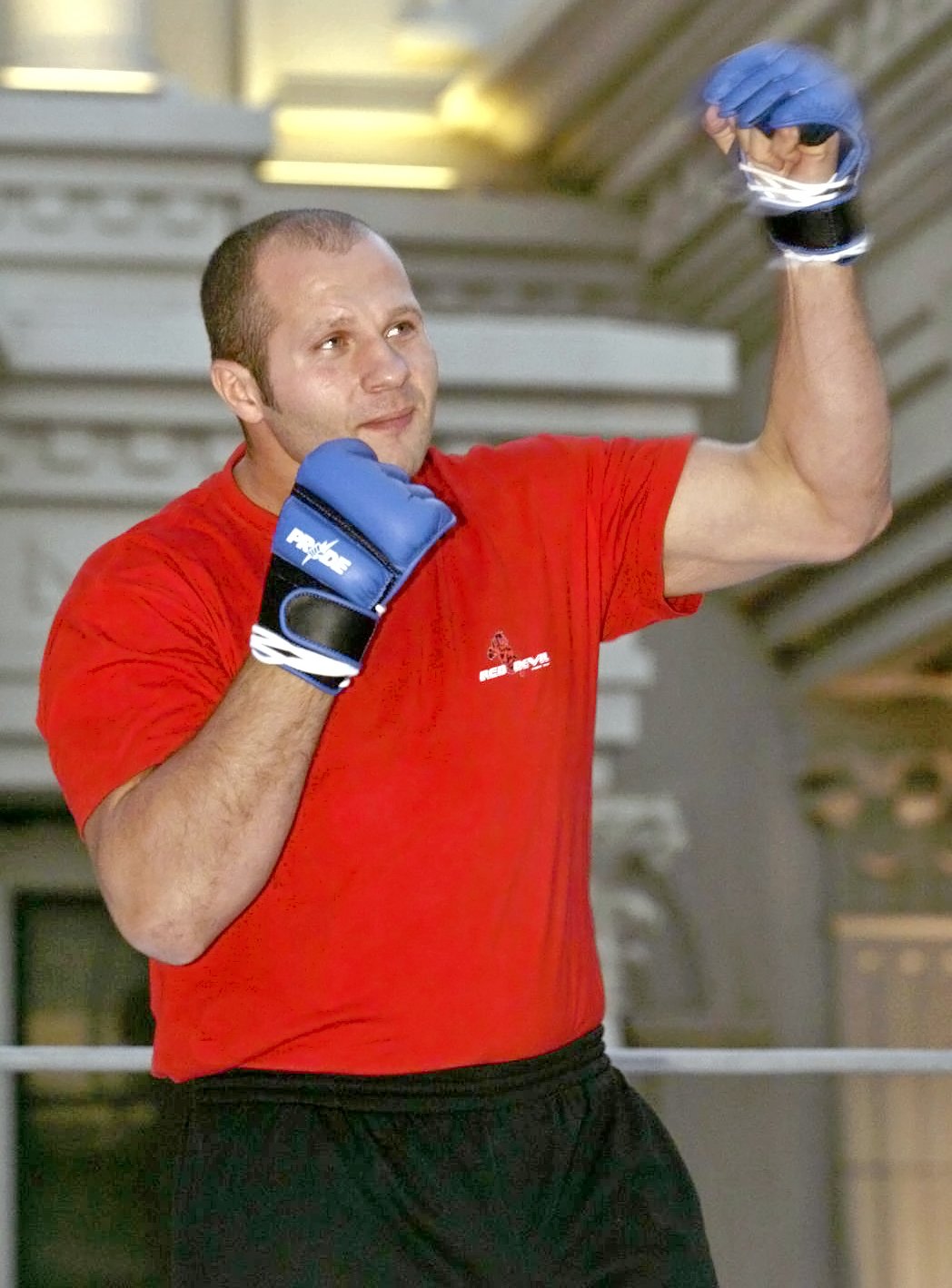
Yemeliánenko en su paso por PRIDE.

El 21 de octubre de 2006 se volvió a enfrentar a Mark Coleman, al cual ganó por sumisión, y el 31 de diciembre, Yemeliánenko peleó por última vez en el Pride FC. Puso el título de campeón en juego contra el samoano Mark Hunt, ganador del Grand Prix de K-1. Tras intercambiar golpes y salvar un intento de sumisión por parte del samoano, el ruso logró someter a Hunt con un kimura y con ello defender con éxito su cinturón de campeón por tercera ocasión. Con esta victoria, Yemeliánenko dejó su récord en Pride FC con 14 victorias y 0 derrotas.

### Yarennoka
El 14 de abril de 2007 Fedor peleó en Rusia contra Matt Lindland que llegaba al combate con un récord de 20 victorias 4 derrotas. Después de sufrir un corte por un buen golpe de Lindland, Yemeliánenko logró tomar el control del combate y someter a su rival con una llave armbar que le dio la victoria por sumisión. El 31 de diciembre de 2007 Yemeliánenko peleó en Japón contra el surcoreano Hong Man Choi, de 2,18 metros de altura y 160 kilos de peso, al cual derrotó por sumisión cuando consiguió aplicarle una llave armbar. Así, con Yarennoka, dejó los registros en 2 victorias y 0 derrotas.

### Affliction
En 2008, Yemeliánenko firmó por Affliction para pelear por el cinturón de campeón W.A.M.M.A o "World Asociation of Mixed Martial Arts", el cual conseguiría el 19 de julio de ese mismo año al derrotar al 2 veces campeón de la UFC, Tim Sylvia, que llegó al combate con un récord de 24 victorias y 4 derrotas. Tras el combate, Sylvia declaró que nunca antes le habían pegado tan fuerte.
El 24 de enero de 2009, Yemeliánenko puso en juego su cinturón de campeón W.A.M.M.A esta vez contra el bielorruso Andrei Arlovski, 2 veces campeón del UFC, al cual derrotó cuando el ruso conectó un fuerte golpe con la mano derecha a la mandíbula de Arlovski, dejándolo totalmente derribado sobre la lona. Un impresionante puñetazo que le valió también para ganar el premio al mejor nocaut del año. Casi 10 meses después, el 7 de noviembre, Yemeliánenko se enfrentó al invicto Brett Rogers, que llegó al combate con un récord de 10 victorias y 0 derrotas, y lo venció con un gran derechazo, sumando así su victoria número 31 y defendiendo con éxito por tercera y última vez el cinturón W.A.M.M.A.

### Sus 3 derrotas consecutivas
El 26 de junio de 2010, Yemeliánenko se enfrentó al peleador brasileño y dos veces campeón mundial de jiu-jitsu brasileño, Fabrício Werdum, en el evento Strikeforce & M-1 Global presentan: "Fedor contra Werdum, en San José, California. La pelea se inició con una notable superioridad por parte del ruso en un intercambio de golpes; sin embargo acabaría perdiendo tras ser sometido con una estrangulación en triángulo con las piernas y palanca al brazo a solo un minuto y ocho segundos del final del primer asalto. Después del combate, dijo en una entrevista lo siguiente: «aquel que no cae, jamás se levanta. Ocurrió que la gente hizo de mí un ídolo, pero todos pierden. Soy solo un humano y, si es la voluntad de Dios, en la siguiente pelea yo ganaré». En el año 2011 sufriría dos derrotas más, siendo dominado por el brasileño Antonio "Big Foot" Silva, tras finalizar el segundo asalto por nocaut técnico, y luego por Dan Henderson excampeón en Pride FC, UFC Y STRIKEFORCE en peso semipesado, quien lo noqueó en el primer asalto.

### Últimas 3 peleas y retiro
El 20 de noviembre de 2011, Yemeliánenko peleó en Rusia contra el excampeón ADCC, Jeff Monson, al que dominó con contundencia y derrotó por decisión arbitral al final de 3 asaltos. Y el 31 de diciembre de 2011, peleó por última vez en Japón contra el yudoca y oro olímpico Satoshi Ishii, al que venció por nocaut en el primer asalto.
El 21 de junio de 2012, Yemeliánenko hizo su última pelea contra el ex contendiente del UFC Pedro Rizzo, al que ganó por nocaut en el primer asalto. Tras la pelea anunció su retirada, sus palabras fueron: «Creo que es la hora. Me estoy retirando del deporte. Aun así, tengo el campeonato mundial de sambo. Mi familia es la razón por la que no volveré a pelear: mis hijas están creciendo sin su padre, por lo que es momento correcto para irme. No hay una oferta fantástica que me saque del retiro. Me retiraré solo para pasar más tiempo con mi familia.»

### Regreso a las artes marciales mixtas
El 8 de octubre de 2015, en una rueda de prensa en Japón junto al antiguo dueño de PRIDE FC, Nobuyuki Sakakibara, y el presidente de Bellator MMA, Yemeliánenko anunció su regreso a las artes marciales mixtas y, el 31 de diciembre de 2015 en Japón, peleó en el nuevo evento de MMA Rizin Fighting Grand Prix 2015, creado en colaboración entre Sakakibara y otras grandes empresas de las artes marciales mixtas como Jungle FIght, King of Kings, KSW, BAMMA y DEEP. En este combate, Yemeliánenko venció al kickboxer y luchador de MMA de origen indio Jaideep Singh, ganador del K-1 Grand Prix Asia 2009 con un récord de 40 victorias y 10 derrotas en Kickboxing y campeón de peso pesado en MMA de la compañía DEEP, con un récord de 2 victorias y 0 derrotas, ambas por nocaut.

### Bellator MMA
El 19 de noviembre de 2016, durante la transmisión de Bellator 165 se anunció que Fiódor firmó un acuerdo de varias peleas con Bellator MMA.
El 20 de noviembre de 2016 se anunció enfrentaría a Matt Mitrione en Bellator el 18 de febrero de 2017 en San José, California. La pelea fue cancelada en el último minuto ya que Mitrione estaba sufriendo de cálculos renales y el promotor no pudo encontrar un sustituto. Finalmente el enfrentamiento tuvo lugar en el Bellator NYC el 24 de junio de 2017 en Nueva York, siendo derrotado Emelianenko por nocaut en el primer asalto.
Yemeliánenko enfrentó a Quinton Jackson el 29 de diciembre de 2019 en evento coproducido entre Bellator y Rizin en Japón. Ganó la pelea por TKO en el primer asalto.
Yemeliánenko enfrentó a Timothy Johnson el 23 de octubre de 2021, en Bellator 269. Ganó la pelea por KO en el primer asalto.
Yemeliánenko enfrentó a Ryan Bader por el Campeonato Mundial de Peso Pesado de Bellator el 4 de febrero de 2023, en Bellator 290. Perdió la pelea por TKO en el primer asalto, retirándose oficialmente del deporte luego de la misma.

## Carrera en la política

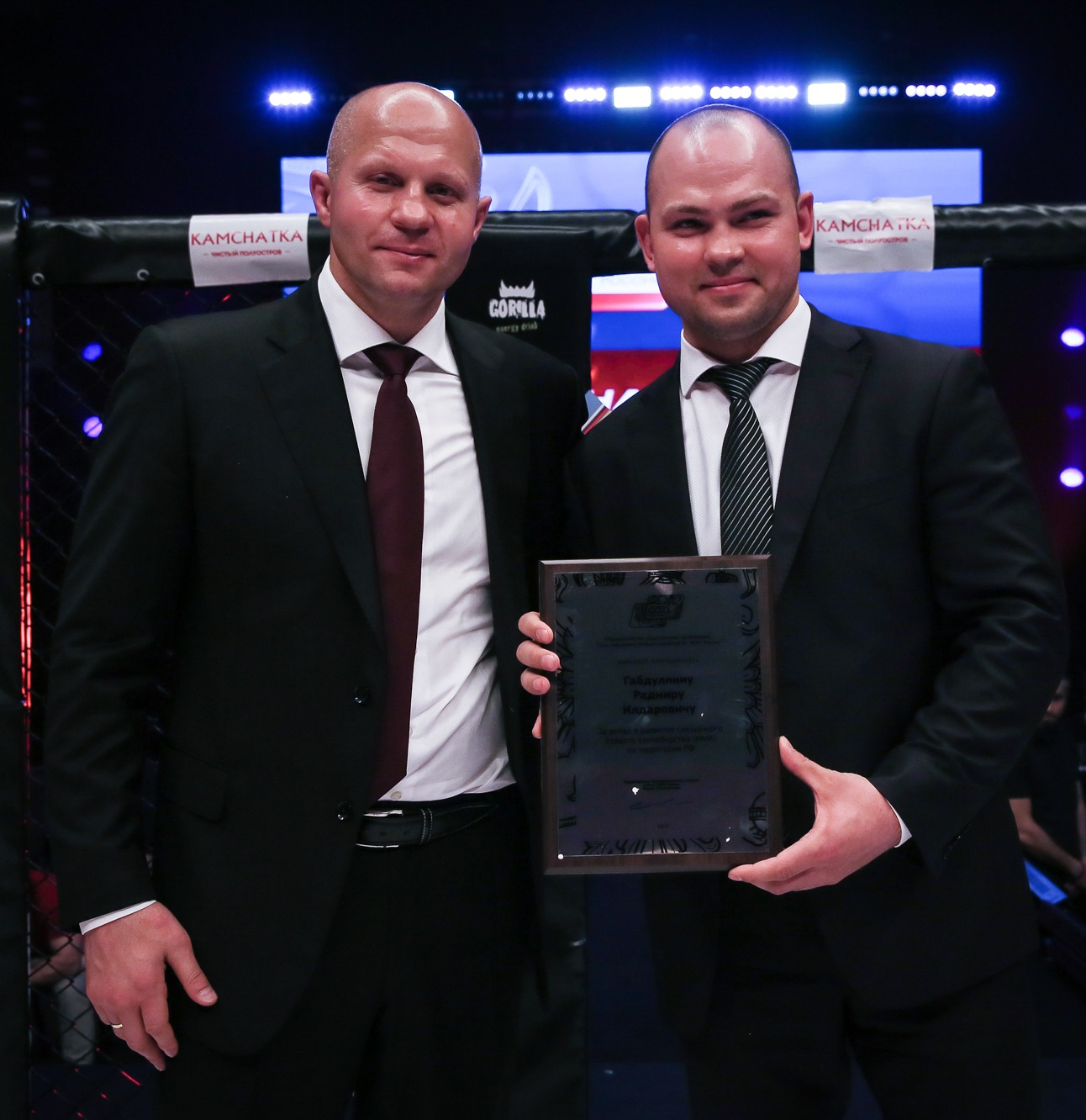
Yemeliánenko junto al presidente de la Unión Rusa de MMA, Radmir Gabdullin.

Hacia el final de su carrera deportiva, Fiódor Yemeliánenko ingresó a la política. Fue elegido para un mandato de cinco años como diputado de la Duma Regional de Belgorod el 10 de octubre de 2010 bajo el partido político Rusia Unida.
El 28 de julio de 2012, Yemeliánenko reemplazó al entonces primer ministro ruso, Dmitry Medvédev, como miembro del personal del Consejo de Aptitud Física y Deportes de Rusia. El decreto correspondiente fue firmado por el presidente Vladímir Putin.
En 2014, expresó su apoyo a la anexión de Crimea por parte de Rusia y comentó sobre la elección de la mayoría de la población de Crimea en el referéndum sobre su estatus: «Crimea ha tomado la decisión correcta al unirse a Rusia». Viajó a Crimea para promover el MMA en la península.
En cuanto al conflicto del Dombás, acusó a Ucrania de librar una guerra contra su propio pueblo, tildando al gobierno ucraniano de fascista y de «asesinar rusos simplemente por ser rusos».

## Vida personal
En 1999, se casó con Oksana, con la que tuvo una hija de nombre Masha. En 2006, la pareja se divorció. En este tiempo, Yemeliánenko, que ya había tenido una inquietud religiosa mientras servía en el ejército, vio cómo su fe ortodoxa tomó un carácter distinto después de un viaje que hizo al Monasterio de Diveevo. El 29 de diciembre de 2007, Fiódor y su novia de muchos años, Marina, tuvieron una hija, Vasilisa, y en octubre de 2009, se casaron. En julio de 2011, nació Elizaveta. A mediados de 2013, Yemeliánenko se divorció de Marina y regresó con su primera esposa, Oksana, con quien se casó por la iglesia. El 27 de marzo de 2017, los medios informaron que la pareja había tenido una hija.
El 16 de mayo de 2012, Fiódor Yemeliánenko fue elegido primer presidente de la creada Unión de Artes Marciales Mixtas de MMA de Rusia siendo reelegido el 18 de diciembre de 2016. Durante las elecciones presidenciales de 2018 apoyó públicamente a Vladímir Putin.
El 21 de enero de 2021, fue hospitalizado en Moscú tras contraer el COVID-19. Una semana después se reveló que Yemeliánenko fue dado de alta.

## Legado
Invicto durante casi una década, se enfrentó en este periodo a 11 pesos pesados clasificados entre los 10 primeros, y con dos de ellos en dos ocasiones, dejando en su paso memorables combates y algunos de los momentos más impresionantes dentro de las MMA a lo largo de su extensa carrera, a la vez que lideró los rankings libra por libra y de peso pesado durante 7 años. Sus victorias más notables fueron contra los campeones de UFC Antonio Rodrigo Nogueira, Mark Coleman, Kevin Randleman, Tim Sylvia, Andrei Arlovski, y Frank Mir; contra los campeones de K-1 Mark Hunt, Semmy Schilt y Mirko Filipovic; y contra Naoya Ogawa y Satoshi Ishii, medallistas de oro olímpico en judo; así como importantes victorias contra rivales como Ricardo Arona, Renato Sobral, Heath Herring, Kazuyuki Fujita, Gary Goodridge, Tsuyoshi Kohsaka, Brett Rogers, Jeff Monson o Pedro Rizzo, entre otros.
Yemeliánenko es considerado por analistas y expertos como el mejor peso pesado en la historia del MMA. Sports illustrated le nombró el mejor luchador de MMA de la década 2000-2010, mientras medios de comunicación como ESPN y luchadores como Mike Tyson, Caín Velásquez, Fabricio Werdum, José Aldo, Georges St-Pierre, Chael Sonnen y BJ Penn, entre otros, lo consideran el mejor luchador de la historia del MMA, mientras personalidades dentro de la industria como el "Big" Jhon McCarthy (el famoso árbitro de UFC) o el comentarista deportivo Michael Schiavelo comparan el impacto de Yemeliánenko en las artes marciales mixtas con el de Muhammad Ali, Pelé o Wayne Gretzky en sus respectivos deportes. Por último, su impecable comportamiento dentro y fuera de los escenarios deportivos le ha convertido en referente y ejemplo no solo para el público sino también, y de manera especial, para otros deportistas alrededor del mundo. Yemeliánenko suele decir que «toda expresión de agresividad es también expresión de debilidad».

## Campeonatos y logros

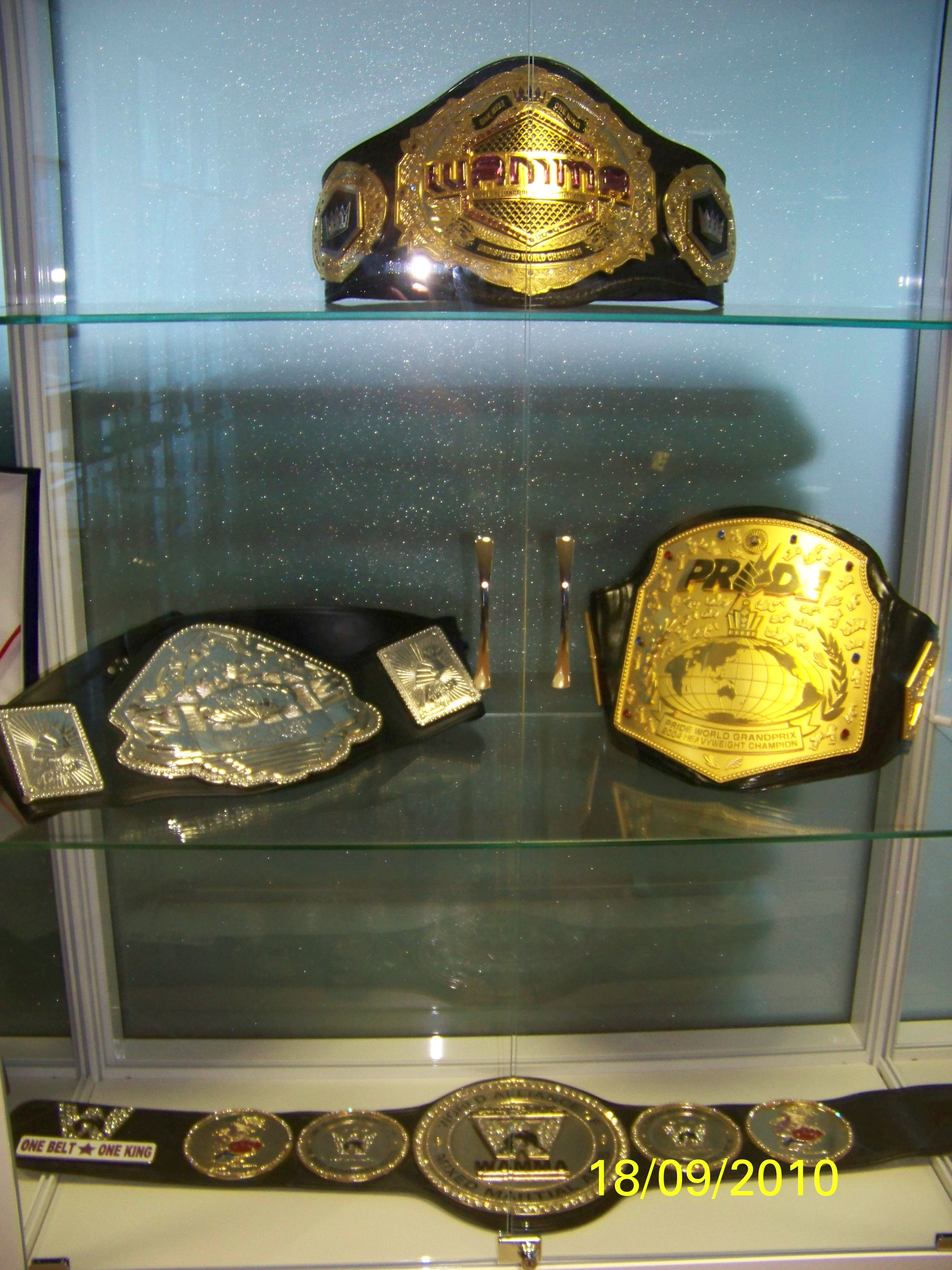
Vitrina de cinturones que Yemeliánenko ha conseguido en su larga carrera en MMA.

| - PRIDE Fighting Championships - Campeón de Peso Pesado (1 vez; Último) - Ganador del PRIDE GP 2004 - Fighting Network RINGS - Campeón de Peso Libre (1 vez; Último) - Campeón del Torneo de Peso Libre (2001) - Ganador del Torneo Absoluto (2001) - World Alliance of Mixed Martial Arts - Campeón de Peso Pesado (1 vez; Primero; Último) - Nikkan Sports - MVP (2012) - Sports Illustrated - Peleador de la Década de los 2000s - Pelea de la Década de los 2000s vs. Mirko Filipović el 28 de agosto de 2005 - KO del Año (2009) vs. Andrei Arlovski el 24 de enero - MMAFighting.com - Peleador de la Década de los 2000s - Pelea del Año (2005) vs. Mirko Filipović el 28 de agosto de 2005 - Peso Pesado del Año (2005) - Peso Pesado del Año (2004) - Peso Pesado del Año (2003) - FIGHT! Magazine - Peleador de la Década de los 2000s - ValeTudo.ru - Peleador de la Década de los 2000s - Wrestling Observer Newsletter - Peleador más Destacado del Año (2005) - Black Belt Magazine - Peleador del Año (2004) - International Judo Federation - A-Team Sofia Liberation Sénior (Medalla de Bronce 1999) - Torneo Internacional de Moscú Sénior (Medalla de Bronce 1999) - Russian Judo Federation - Campeonato Nacional Ruso Sénior (3.er Puesto) (1999) - Campeonato Nacional Ruso Sénior (3.er Puesto) (1998) - Federal Executive Body in the Field of Physical Culture & Sports - Maestro Internacional del Deporte (2000) - Maestro del Deporte (1997) | - SportAccord - Embajador Mundial de Combat Sambo 2010 - Embajador Mundial de Combat Sambo 2013 - Fédération Internationale Amateur de Sambo - Salón de la Fama - Medalla de Bronce (2008) - Medalla de Oro (2007) - Medalla de Oro (2005) - Medalla de Oro (2002) - World Combat Sambo Federation - Campeonato Mundial de Combat Sambo (Medalla de Oro 2002) - European Combat Sambo Federation - Campeonato Europeo de Combat Sambo (Medalla de Oro 1999) - All-Russia Sambo Federation - Campeonato Nacional Ruso de Combat Sambo (2002) - Campeonato Nacional Ruso de Combat Sambo (2005) - Campeonato Nacional Ruso de Combat Sambo (2007) - Campeonato Nacional Ruso de Combat Sambo (2008) - Campeonato Nacional Ruso de Combat Sambo (2009) - Campeonato Nacional Ruso de Combat Sambo (2012) - Copa del Presidente Combat Sambo (Medalla de Oro 2008) - Combat Sambo Federation of Russia - Campeonato Nacional Ruso de Combat Sambo (3.er Puesto) (1998) - Campeonato Nacional Ruso de Combat Sambo (3.er Puesto) (2000) - Medalla de Oro en 2004 Dagestan Open Combat Sambo - Medalla de Oro en 2003 Union of Heroes Cup Combat Sambo - Medalla de Oro en 2003 Moscow Open Combat Sambo - Medalla de Plata en 1998 Russian Armed Forces Championships Absolute - Medalla de Oro en 1998 Russian Armed Forces Championships - Federal Executive Body in the Field of Physical Culture & Sports - Maestro del Deporte (2006) - Maestro Internacional del Deporte (1998) - Maestro del Deporte (1997) |

## Récord en artes marciales mixtas
| Récord profesional | Récord profesional | Récord profesional |
| 48 peleas          | 40 victorias       | 7 derrotas         |
| ------------------ | ------------------ | ------------------ |
| Nocaut             | 16                 | 6                  |
| Sumisión           | 15                 | 1                  |
| Decisión           | 9                  | 0                  |
| Sin resultado      | 1                  | 1                  |

| Resultado     | Récord   | Oponente                 | Método                              | Evento                                         | Fecha                   | Ronda | Tiempo | Localización                  | División    | Notas                                                                                              |
| ------------- | -------- | ------------------------ | ----------------------------------- | ---------------------------------------------- | ----------------------- | ----- | ------ | ----------------------------- | ----------- | -------------------------------------------------------------------------------------------------- |
| Derrota       | 40–7 (1) | Ryan Bader               | TKO (golpes)                        | Bellator 290                                   | 4 de febrero de 2023    | 1     | 2:30   | Inglewood, California         | Peso Pesado | Por el Campeonato Mundial de Peso Pesado de Bellator.                                              |
| Victoria      | 40–6 (1) | Timothy Johnson          | KO (golpe)                          | Bellator 269                                   | 23 de octubre de 2021   | 1     | 1:46   | Moscú                         | Peso Pesado | |
| Victoria      | 39–6 (1) | Quinton Jackson          | KO (golpe)                          | Bellator & Rizin: Japan                        | 28 de diciembre de 2019 | 1     | 2:44   | Saitama                       | Peso Pesado | |
| Derrota       | 38–6 (1) | Ryan Bader               | KO (golpes)                         | Bellator 214                                   | 26 de enero de 2019     | 1     | 0:35   | Inglewood, California         | Peso Pesado | Bellator MMA GP 2018 de Peso Pesado (Final); Por el Campeonato Mundial de Peso Pesado de Bellator. |
| Victoria      | 38–5 (1) | Chael Sonnen             | TKO (golpes)                        | Bellator 208                                   | 13 de octubre de 2018   | 1     | 4:46   | Uniondale, New York           | Peso Pesado | Bellator MMA GP 2018 de Peso Pesado (Semifinal).                                                   |
| Victoria      | 37–5 (1) | Frank Mir                | TKO (golpes)                        | Bellator 198                                   | 28 de abril de 2018     | 1     | 0:48   | Rosemont, Illinois            | Peso Pesado | Bellator MMA GP 2018 de Peso Pesado (cuartos de final).                                            |
| Derrota       | 36–5 (1) | Matt Mitrione            | TKO (golpes)                        | Bellator NYC                                   | 24 de junio de 2017     | 1     | 1:14   | New York City, New York       | Peso Pesado | Debut en Bellator MMA.                                                                             |
| Victoria      | 36–4 (1) | Fábio Maldonado          | Decisión (mayoritaria)              | EFN 50: Emelianenko vs. Maldonado              | 17 de junio de 2016     | 3     | 5:00   | San Petersburgo               | Peso Pesado | Debut en Fight Nights Global.                                                                      |
| Victoria      | 35–4 (1) | Singh Jaideep            | TKO (rendición por golpes)          | Rizin Fighting Federation 2                    | 31 de diciembre de 2015 | 1     | 3:02   | Saitama                       | Peso Pesado | Debut en Rizin Fighting Federation; Regresa Después del Retiró.                                    |
| Victoria      | 34–4 (1) | Pedro Rizzo              | TKO (golpes)                        | M-1 Global: Fedor vs. Rizzo                    | 21 de junio de 2012     | 1     | 1:22   | San Petersburgo               | Peso pesado | Se retiró después del combate.                                                                     |
| Victoria      | 33–4 (1) | Satoshi Ishii            | KO (golpes)                         | Fight For Japan: Genki Desu Ka Omisoka 2011    | 31 de diciembre de 2011 | 1     | 2:26   | Saitama                       | Peso Pesado | |
| Victoria      | 32–4 (1) | Jeff Monson              | Decisión (unánime)                  | M-1 Global: Fedor vs. Monson                   | 20 de noviembre de 2011 | 3     | 5:00   | Moscú                         | Peso Pesado | |
| Derrota       | 31–4 (1) | Dan Henderson            | TKO (golpes)                        | Strikeforce: Fedor vs. Henderson               | 30 de julio de 2011     | 1     | 4:12   | Hoffman Estates, Illinois     | Peso Pesado | |
| Derrota       | 31–3 (1) | Antônio Silva            | TKO (parada médica)                 | Strikeforce: Fedor vs. Silva                   | 12 de febrero de 2011   | 2     | 10:00  | East Rutherford, Nueva Jersey | Peso Pesado | Strikeforce GP 2011 de Peso Pesado (cuartos de final).                                             |
| Derrota       | 31–2 (1) | Fabrício Werdum          | Sumisión (triangle armbar)          | Strikeforce: Fedor vs. Werdum                  | 26 de junio de 2010     | 1     | 1:09   | San José, California          | Peso Pesado | |
| Victoria      | 31–1 (1) | Brett Rogers             | KO (golpe)                          | Strikeforce: Fedor vs. Rogers                  | 7 de noviembre de 2009  | 2     | 1:47   | Hoffman Estates, Illinois     | Peso Pesado | Debut en Strikeforce; Defendió el Campeonato de Peso Pesado de WAMMA.                              |
| Victoria      | 30–1 (1) | Andrei Arlovski          | KO (golpe)                          | Affliction: Day of Reckoning                   | 24 de enero de 2009     | 1     | 3:34   | Anaheim, California           | Peso Pesado | Defendió el Campeonato de Peso Pesado de WAMMA.                                                    |
| Victoria      | 29–1 (1) | Tim Sylvia               | Sumisión (rear-naked choke)         | Affliction: Banned                             | 19 de julio de 2008     | 1     | 0:36   | Anaheim, California           | Peso Pesado | Debut en Affliction Entertainment; Ganó el Inaugural Campeonato de Peso Pesado de WAMMA.           |
| Victoria      | 28–1 (1) | Hong-Mang Choi           | Sumisión (armbar)                   | Yarennoka!                                     | 31 de diciembre de 2007 | 1     | 1:54   | Saitama                       | Peso Pesado | |
| Victoria      | 27–1 (1) | Matt Lindland            | Sumisión (armbar)                   | BodogFIGHT: Clash of the Nations               | 14 de abril de 2007     | 1     | 2:58   | San Petersburgo               | Peso Pesado | Debut en BodogFight.                                                                               |
| Victoria      | 26–1 (1) | Mark Hunt                | Sumisión (kimura)                   | PRIDE Shockwave 2006                           | 31 de diciembre de 2006 | 1     | 8:16   | Saitama                       | Peso Pesado | Defendió el Campeonato de Peso Pesado de PRIDE.                                                    |
| Victoria      | 25–1 (1) | Mark Coleman             | Sumisión (armbar)                   | PRIDE 32                                       | 21 de octubre de 2006   | 2     | 1:15   | Las Vegas, Nevada             | Peso Pesado | |
| Victoria      | 24–1 (1) | Zuluzinho                | Sumisión (golpes)                   | PRIDE Shockwave 2005                           | 31 de diciembre de 2005 | 1     | 0:26   | Saitama                       | Peso Pesado | |
| Victoria      | 23–1 (1) | Mirko Filipović          | Decisión (unánime)                  | PRIDE Final Conflict 2005                      | 28 de agosto de 2005    | 3     | 5:00   | Saitama                       | Peso Pesado | Defendió el Campeonato de Peso Pesado de PRIDE.                                                    |
| Victoria      | 22–1 (1) | Tsuyoshi Kohsaka         | TKO (parada médica)                 | PRIDE Bushido 6                                | 3 de abril de 2005      | 1     | 10:00  | Yokohama                      | Peso Pesado | |
| Victoria      | 21–1 (1) | Antônio Rodrigo Nogueira | Decisión (unánime)                  | PRIDE Shockwave 2004                           | 31 de diciembre de 2004 | 1     | 5:00   | Saitama                       | Peso Pesado | PRIDE GP 2004 de Peso Pesado (Final); Unificó el Campeonato de Peso Pesado de PRIDE.               |
| Sin Resultado | 20–1 (1) | Antônio Rodrigo Nogueira | Sin resultado (cabezazo accidental) | PRIDE Final Conflict 2004                      | 15 de agosto de 2004    | 1     | 3:52   | Saitama                       | Peso Pesado | PRIDE GP 2004 de Peso Pesado (Final).                                                              |
| Victoria      | 20–1     | Naoya Ogawa              | Sumisión (armbar)                   | PRIDE Final Conflict 2004                      | 15 de agosto de 2004    | 1     | 0:54   | Saitama                       | Peso Pesado | PRIDE GP 2004 de Peso Pesado (Semifinal).                                                          |
| Victoria      | 19–1     | Kevin Randleman          | Sumisión (kimura)                   | PRIDE Critical Countdown 2004                  | 20 de junio de 2004     | 1     | 1:33   | Saitama                       | Peso Pesado | PRIDE GP 2004 de Peso Pesado (cuartos de final).                                                   |
| Victoria      | 18–1     | Mark Coleman             | Sumisión (armbar)                   | PRIDE Total Elimination 2004                   | 25 de abril de 2004     | 1     | 2:11   | Saitama                       | Peso Pesado | PRIDE GP 2004 de Peso Pesado (Ronda de Apertura).                                                  |
| Victoria      | 17–1     | Yuji Nagata              | TKO (golpes)                        | Inoki Bom-Ba-Ye 2003                           | 31 de diciembre de 2003 | 1     | 1:02   | Kōbe                          | Peso Pesado | |
| Victoria      | 16–1     | Gary Goodridge           | TKO (patadas y golpes)              | PRIDE Total Elimination 2003                   | 10 de agosto de 2003    | 1     | 1:09   | Saitama                       | Peso Pesado | |
| Victoria      | 15–1     | Kazuyuki Fujita          | Sumisión (rear-naked choke)         | PRIDE 26                                       | 8 de junio de 2003      | 1     | 4:17   | Tokio                         | Peso Pesado | |
| Victoria      | 14–1     | Egidijus Valavičius      | Sumisión (kimura)                   | RINGS Lithuania - Bushido Rings 7: Adrenalinas | 5 de abril de 2003      | 2     | 1:11   | Vilna                         | Peso Pesado | |
| Victoria      | 13–1     | Antônio Rodrigo Nogueira | Decisión (unánime)                  | PRIDE 25                                       | 16 de marzo de 2003     | 3     | 5:00   | Yokohama                      | Peso Pesado | Ganó el Campeonato de Peso Pesado de PRIDE.                                                        |
| Victoria      | 12–1     | Heath Herring            | TKO (parada médica)                 | PRIDE 23                                       | 24 de noviembre de 2002 | 1     | 10:00  | Tokio                         | Peso Pesado | |
| Victoria      | 11–1     | Semmy Schilt             | Decisión (unánime)                  | PRIDE 21                                       | 23 de junio de 2002     | 3     | 5:00   | Saitama                       | Peso Pesado | Debut en PRIDE Fighting Championships.                                                             |
| Victoria      | 10–1     | Chris Haseman            | TKO (golpes)                        | RINGS - World Title Series Grand Final         | 15 de febrero de 2002   | 1     | 2:50   | Yokohama                      | Peso Pesado | RINGS 2001 Absolute Class de Peso Pesado (Final); ganó el Campeonato de Peso Pesado de Rings.      |
| Victoria      | 9–1      | Lee Hasdell              | Sumisión (guillotine choke)         | RINGS - World Title Series 5                   | 21 de diciembre de 2001 | 1     | 4:10   | Yokohama                      | Peso Pesado | RINGS 2001 Absolute Class de Peso Pesado (Semifinal).                                              |
| Victoria      | 8–1      | Ryūshi Yanagisawa        | Decisión (unánime)                  | RINGS - World Title Series 4                   | 20 de octubre de 2001   | 3     | 5:00   | Tokio                         | Peso Pesado | RINGS 2001 Absolute Class de Peso Pesado (cuartos de final).                                       |
| Victoria      | 7–1      | Renato Sobral            | Decisión (unánime)                  | RINGS - 10th Anniversary                       | 11 de agosto de 2001    | 2     | 5:00   | Tokio                         | Peso Pesado | RINGS 2001 Openweight de Peso Pesado (Final); ganó el Campeonato de Peso Pesado de Rings.          |
| Victoria      | 6–1      | Kerry Schall             | Sumisión (armbar)                   | RINGS - World Title Series 1                   | 20 de abril de 2001     | 1     | 1:47   | Tokio                         | Peso Pesado | RINGS 2001 Openweight de Peso Pesado (Semifinal).                                                  |
| Victoria      | 5–1      | Mihail Apostolov         | Sumisión (rear-naked choke)         | RINGS Russia - Russia vs. Bulgaria             | 6 de abril de 2001      | 1     | 1:03   | Ekaterimburgo                 | Peso Pesado | |
| Derrota       | 4–1      | Tsuyoshi Kohsaka         | TKO (parada médica)                 | RINGS - King of Kings 2000 Block B             | 22 de diciembre de 2000 | 1     | 0:17   | Osaka                         | Peso Pesado | RINGS King of Kings 2000 de Peso Pesado (Segunda Ronda).                                           |
| Victoria      | 4–0      | Ricardo Arona            | Decisión (unánime)                  | RINGS - King of Kings 2000 Block B             | 22 de diciembre de 2000 | 3     | 5:00   | Osaka                         | Peso Pesado | RINGS King of Kings 2000 de Peso Pesado (Primera Ronda).                                           |
| Victoria      | 3–0      | Hiroya Takada            | KO (golpes)                         | RINGS - Battle Genesis Vol. 6                  | 5 de septiembre de 2000 | 1     | 0:12   | Tokio                         | Peso Pesado | |
| Victoria      | 2–0      | Levon Lagvilava          | Sumisión (rear-naked choke)         | RINGS - Russia vs. Georgia                     | 16 de agosto de 2000    | 1     | 7:24   | Tula                          | Peso Pesado | |
| Victoria      | 1–0      | Martin Lazarov           | Sumisión (guillotine choke)         | RINGS - Russia vs. Bulgaria                    | 21 de mayo de 2000      | 1     | 2:24   | Ekaterimburgo                 | Peso Pesado | Debut en las MMA; Debut en Fighting Network Rings; Debut en Peso Pesado.                           |

### Artes Marciales Mixtas Pro-Exhibición
| 2 Victorias (2 Sumisiones); 0 Derrotas |        |                |                       |               |                      |       |        |                     |                                                |
| Resultado                              | Récord | Oponente       | Método                | Evento        | Fecha                | Ronda | Tiempo | Localización        | Notas                                          |
| Victoria                               | 2–0    | Gegard Mousasi | Sumisión (Armbar)     | M-1 Challenge | 29 de agosto de 2009 | 1     | 3:27   | Kansas City, Misuri |                                                |
| Victoria                               | 1–0    | Shinya Aoki    | Sumisión (Ankle Lock) | M-1 Challenge | 29 de abril de 2009  | 1     | 2:50   | Tokio               | Debut en M-1 Challenge; Debut en Peso Abierto. |

## Música de entrada
| Año(s)                 | Música de entrada                                       |
| ---------------------- | ------------------------------------------------------- |
| Jul. 2011 – Jun. 2012  | "Canto de los remeros del Volga" de Andrew Zheleznyakov |
| Jul. 2008 – Feb. 2011  | "Oy, to ne vecher" de Andrew Zheleznyakov               |
| Jun. 2002 – Dic. 2007  | "Enae Volare (Mezzo)" de ERA                            |
| Sept. 2000 – Feb. 2002 | "Breathe" de The Prodigy                                |